# Madracis singularis
Espèce
Statut CITES
Madracis singularis est une espèce de coraux appartenant à la famille des Astrocoeniidae ou la famille Pocilloporidae.